# Азаматова, Сталина Азимовна
Стали́на Ази́мовна Азама́това (2 января 1940, Сталинабад — 17 апреля 2020, Душанбе) — советская и таджикская артистка балета и кино. Балетмейстер. Заслуженная артистка Таджикской ССР (1968). Народная артистка Таджикистана (2005).

## Биография
Выпускница Ленинградского хореографического училища им. А. Я. Вагановой (1958) (теперь Академия русского балета имени А. Я. Вагановой). Ученица педагогов М. В. Боярчиковой и Н. А. Железновой.
После окончания училища с 1958 года выступала на сцене Таджикского академического театра оперы и балета им. С. Айни — солистка, затем балетмейстер.
Исполняла ведущие партии в разных балетах.
С 1963 года — преподаватель танца в Душанбинской хореографической школе.
В 1977 году окончила факультет режиссуры балета ГИТИСа (педагоги А. А. Лапаури и Л. М. Таланкина).

## Балетные партии
- Жизель в одноимённом балете Адана,
- Медора в балете «Корсар» Адольфа Адана, Лео Делиба, Рикардо Дриго, Пуни;
- Генриетта — «Большой вальс» на муз. И. Штрауса),
- Мерседес «Дон Кихот» Минкуса,
- Джульетта в Ромео и Джульетта;
- Фанни «Тропою грома» Кара Караева и др.

## Балетные постановки
- «Малыш и Карлсон» Ю. Тер-Осипова (1977)
- Смерть ростовщика на муз. Т. Шахиди (1978).

## Фильмография
С 1959 года снялась в более 20 кинокартинах. В 32 года ушла из кино, полностью посвятив себя балету.
- 1959 — Судьба поэта
- 1959 — Насреддин в Ходженте, или очарованный принц — Зумрад
- 1959 — Когда цветут розы — Дильбар
- 1959 — Лейли и Меджнун (фильм-балет) — эпизод
- 1960 — Операция «Кобра» — Лютфи Саидова, сельская учительница
- 1961 — Зумрад — агроном Гульчин
- 1963 — Любит — не любит? — Зухра
- 1963 — Двенадцать часов жизни
- 1964 — Трудный путь — Муборак
- 1964 — 1002 ночь — Заррина
- 1965 — Самая послушная — Анисса
- 1965 — 12 могил Ходжи Насреддина — Зарина Бурханова
- 1968 — Белый рояль — Лола, племянница Ю. Ю. Ахмедова
- 1970 — Дороги бывают разные — Фарида
- 1972 — Восточное сказание